# Albertus Hahn
Albertus Hahn (Groningen, 12 mei 1885 - Neuengamme, 17 februari 1945) was een Nederlandse verzetsman en pianofabrikant en pianohandelaar in de stad Groningen. Voor zijn verzetswerk werd hij werd gedecoreerd met het Verzetskruis, de op een na hoogste Nederlandse onderscheiding.
Albertus Hahn werd op 12 mei 1885 geboren in Groningen. Hij is op 17 februari 1945, tijdens de Tweede Wereldoorlog, omgekomen in het concentratiekamp Neuengamme bij Hamburg, waar ook zijn zoon Sep (Gepko Hahn) (1919-1945) om het leven kwam.
Tijdens de oorlog ging hij eerst meewerken met de LO om onderduikers te helpen. Daarna werd hij betrokken bij een knokploeg, KP 3, en vervolgens bij een knokploeg van de Dienst-Wim. In zijn fabriek werd regelmatig vergaderd door een verzetsgroep uit Hahns woonplaats Vries. Hahn werd gearresteerd vanwege verzetsdaden van zijn zoon Sep.
Op 16 december 1952 werd Albertus Hahn bij Koninklijk Besluit postuum gedecoreerd met het Verzetskruis 1940-1945, een onderscheiding die werd toegekend ter erkenning van bijzondere moed en beleid aan den dag gelegd bij het Verzet tegen de Vijanden van de Nederlandse zaak en voor behoud van de geestelijke vrijheid. In het Drentse dorp Vries, waar Hahn woonde, wordt zijn naam vermeld op een oorlogsmonument, dat daar op 4 mei 1951 werd onthuld. Ook zijn zoon Gepko wordt op dit gedenkteken genoemd.
H.J. van Aalderen
· P. van As
· M. Assies
· J.J. Barendsen
· J.A. Beekman
· H.D.J. Beernink
· L.R. Beijnen
· C.J. van den Berg-van der Vlis
· L.A. Bleys
· G. de Boer
· A.A. Bontekoe
· E.J. Bosch ridder van Rosenthal
· D.A. van den Bosch
· I.J. van den Bosch
· J.H. Bosch
· J.C.J. baron Brantsen
· A.L. Charroin
· F.G.M. Conijn
· M. Crans
· R.J. Dam
· F. Datema
· K.H. Derkzen van Angeren
· H. Dienske
· J.L.G. Doornik
· V. Dreyfus
· N. Dupont
· F. Duwaer
· S. Esmeijer
· G.H. Gelder
· J. Gelderman
· W.J. Gertenbach
· E.A. Giran
· O. Giran
· C.H. de Groot
· P.G.S. Guermonprez
· A. Hahn
· W. van Hall
· J.C.H.F. van Hanxleden Houwert
· Th.W.L. baron van Heemstra
· J.J. Hendrikx
· J.L. Hesselberg
· W.J. Heukels
· I. van der Horst
· J. ter Horst
· H.P. Hos
· J.F.H.M. baron van Hövell van Wezeveld en Westerflier
· B. IJzerdraat
· L. Jansen
· A. Kalter
· G.W. Kastein
· A. Keuter
· T.J. Kroeze
· D.M.R.H. Kroon
· H.Th. Kuipers-Rietberg
· A. Meerwaldt
· J.A.A. Mekel
· J.D. van Melle
· D.C.B. Mesritz
· M.-L.C. Meunier
· J.J. Mohr
· J.L. Moonen
· A.C. Nagtegaal
· F. Nieuwenhuijsen
· B. Oosthoek
· J. Oranje
· T. Pannekoek
· J. Post
· A.J. Rozeman
· V.H. Rutgers
· F.R. Ruys
· W. Santema
· J.J. Schaft
· Jhr. J. Schimmelpenninck
· R.L.A. Schoemaker
· G. Schoonman
· W.P. Speelman
· M. van der Stoep
· B.M. Telders
· A.O.H. Tellegen
· O.R. Thomsen
· G. Tieman
· T.W. de Tourton Bruijns
· L.M. Valstar
· G.J. van der Veen
· D. Verloop
· M.A.E. Verspyck
· P.M.R. Versteegh
· C. Vlot
· G. Weidner
· J.H. Westerveld
· H.B. Wiardi Beckman
· J.W. Wildschut
· J.R.E. Wüthrich
· L. Zwanenburg
· Onbekende Joodse soldaat